# Tarasa albertii
Tarasa albertii är en malvaväxtart som beskrevs av Rodolfo Amando Philippi. Tarasa albertii ingår i släktet Tarasa och familjen malvaväxter. Inga underarter finns listade i Catalogue of Life.